# Carcharocles turgidus
Carcharocles turgidus (Sinónimo de Otodus turgidus o Carcharocles angustidens)es una especie extinta del género Carcharocles que vivió hace 33,9 a 15,97 Ma.

## Pertenencia aCarcharocles
Hay un debate científico sobre si Carcharodon turgidus pertenece al género Carcharodon, o al género Carcharocles. Pero la comunidad científica esta más de acuerdo con que pertenece al género Carcharocles. Actualmente se considera un sinónimo o una posible subespecie de C. angustidens.

## Distribución
Vivió en lo que hoy es Kazajstán, Asia. Era un depredador máximo, que se cree que medía entre 8 y 9 metros de longitud.

#### Ásia
Ashiya Group, Meinohama Sandstone, Japón

#### Rússia
Nikopolskyi, Ucrania

#### Felsöesztergály
Sandstone